# Narodi svijeta B
Narodi svijeta B
Baada, ostali nazivi: Bad, Ba:d, Bard, Barda, Bardi.
- Lokacija: Zapadna Australija, Australija
- Jezik/porijeklo: australski. Od 5 lokalnih grupa.
- Populacija:
- Kultura:
- Vanjske poveznice:

Babine
Baci. Ostali nazivi: bacbi, batsba nah (endonim), Cova-Tuši (kod Gruzijaca i Svana), tsuv-ak (Didojci)
- Lokacija:
- Jezik/porijeklo: svoj jezik zovu batsba motjiti, Nahski narodi
- Populacija (2007):
- Vanjske poveznice: Bacbi ili Cova-Tuši (tekstovi i obilje slika)

Badjalang, ostali nazivi: Badjelang, Budulung (paidjal = badjal = man), Buggul (g izgovara se kao dj), Paikalyung, Paikalyug, Bandjalang, Bandjalong, Bunjellung, Bundela, Bundel, Watchee, Woomargou.
- Lokacija: Novi Južni Wales, Australija
- Jezik/porijeklo: australski.  Horde: Widje (horda ili horde u Evans Headu)
- Populacija:
- Kultura:
- Vanjske poveznice:

Badjao. Ostali nazivi: Bajau, Badjau, Bajao, Bajaw, Sama Dilaut, Sea Gypsies
- Lokacija: Od Filipina do Bornea, od Celebesa i Malih Sundskih Otoka do otoka Mergui u južnom Mjanmaru.
- Jezik/porijeklo: malajsko-polinezijski
- Populacija (2007): 105,000
- Kultura: stanovnici brodova, tradicionalno pomorski nomadi i ribari.
- Vanjske poveznice: Bajau

Badjiri, ostali nazivi: Badjidi, Badjeri, Baddyeri, Byjerri, Baderi, Poidg-erry, Badjedi,
- Lokacija: Queensland, Australija
- Jezik/porijeklo: australski.
- Populacija:
- Kultura:
- Vanjske poveznice:

Bago. Ostali nazivi:
- Lokacija:
- Jezik/porijeklo:
- Populacija (2007):
- Kultura:
- Vanjske poveznice:

Bagobo. Ostali nazivi:
- Lokacija:
- Jezik/porijeklo:
- Populacija (2007):
- Kultura:
- Vanjske poveznice:

Bagulali. Ostali nazivi: bagval (vlastito ime), Багулалы (ruski)
- Lokacija:
- Jezik/porijeklo: jezik zovu bagvalazul mitshitshi,  avarsko-andodidojski narodi
- Populacija (2007):
- Vanjske poveznice:

Bahnar. Ostali nazivi: Ba Na
- Lokacija: Vijetnam
- Jezik/porijeklo:
- Populacija (2007):
- Kultura:
- Vanjske poveznice:

Baiali, ostali nazivi: Byellee, Bieli, Byellel, Orambul, Urambal.
- Lokacija: Queensland, Australija
- Jezik/porijeklo: australski.
- Populacija:
- Kultura:
- Vanjske poveznice:

Baijungu, ostali nazivi: Baijungo, Baiong, Baiung, Biong, Paiunggu, Bayungu.
- Lokacija: Zapadna Australija, Australija
- Jezik/porijeklo: australski.
- Populacija:
- Kultura:
- Vanjske poveznice:

Bailgu, ostali nazivi: Bailko, Pailgu, Pailgo, Baljgu, Balju, Pal'gu, Bailju, Bailgo, Balgu, Palgu, Balju, Balgoo, Boolgoo, Pulgoe, Mangguldulkara, Paljarri (termin u njihovoj socijalnoj organizaciji).
- Lokacija: Zapadna Australija, Australija
- Jezik/porijeklo: australski.
- Populacija:
- Kultura:
- Vanjske poveznice:

Bakairi
Bakanambia, ostali nazivi: Wanbara, Wambara (nekorektno), Kokolamalama (od južnih plemena), Lamalama, Lamul-lamul, Mukinna, Banambia, Banambila.
- Lokacija: Queensland, Australija
- Jezik/porijeklo: australski.
- Populacija:
- Kultura:
- Vanjske poveznice:

Balangao. Ostali nazivi:
- Lokacija:
- Jezik/porijeklo:
- Populacija (2007):
- Kultura:
- Vanjske poveznice:

Balardong, ostali nazivi: Ballardong, Balladong, Ballardon, Ballerdokking, Waljuk, Warrangul ('kangaroo country,' dan i za Koreng), Warrangle, Warranger, Toode-nunjer (['Tu:de-njunga] = men of Toodyay termin od obalnih plemena), Boijangura (hill people), Boyangoora, Booyungur, Maiawongi (ime za jezik), Mudila, Mudilja, Mudi:a (ime od Kalamaia za njih i jugozapadnim plemenima koja ne prakticiraju circumciziju), Minang.
- Lokacija: Zapadna Australija, Australija
- Jezik/porijeklo: australski.
- Populacija:
- Kultura:
- Vanjske poveznice:

Balkarci. Ostali nazivi: Балкарцы
- Lokacija:
- Jezik/porijeklo:
- Populacija (2007):
- Kultura:
- Vanjske poveznice:

Banbai, ostali nazivi: Bahnbi, Ahnbi.
- Lokacija: Novi Južni Wales, Australija
- Jezik/porijeklo: australski.
- Populacija:
- Kultura:
- Vanjske poveznice:

Bandjin, ostali nazivi: Bijai (ime za jezik), Biaigiri, Bandyin, Banjin, Bundjin, Uradig, Kunyin.
- Lokacija: Queensland, Australija
- Jezik/porijeklo: australski.
- Populacija:
- Kultura:
- Vanjske poveznice:

Bannock
Bantu. Ostali nazivi:
- Lokacija:
- Jezik/porijeklo:
- Populacija (2007):
- Vanjske poveznice:

 Banjani, crnogorsko pleme iz Hercegovine 
Baraba Tatari. Ostali nazivi:
- Lokacija:
- Jezik/porijeklo:
- Populacija (2007):
- Vanjske poveznice:

Barada, ostali nazivi:
- Lokacija: Queensland, Australija
- Jezik/porijeklo: australski.  Horde: Thar-ar-ra-burra ili Tha-ra-ra-burra (u Cardowan);  Toolginburra (od ['tulkun] = hill), ['mari] = man).
- Populacija:
- Kultura:
- Vanjske poveznice:

Baranbinja, ostali nazivi: Barren-binya, Parran-binye, Burranbinya, Burrun-binya, Barrumbinya, Burrumbinya, Burranbinga, Burrabinya.
- Lokacija: Novi južni Wales, Australija
- Jezik/porijeklo: australski.
- Populacija:
- Kultura:
- Vanjske poveznice:

Baraparapa, ostali nazivi: Burrabura-ba, Baraba-baraba, Barraba-barraba, Bareber Bareber, Birraba-birraba, Burreba-burreba, Boora-birraba, Burrappa, Burrapper, Bureba, Burabura, Boora-boora, Burapper, Barappur.
- Lokacija: Novi južni Wales, Australija
- Jezik/porijeklo: australski.
- Populacija:
- Kultura:
- Vanjske poveznice:

Barara, ostali nazivi: Barera, Baurera, Burera, Burara, Burada (kod N. Peterson), Burarra, Gidjingali (ime za istočne Barara).
- Lokacija: Sjeverni teritorij, Australija
- Jezik/porijeklo: australski.
- Populacija:
- Kultura:
- Vanjske poveznice:

Barbaram, ostali nazivi: Bar-barum, Mogmbabarum, Wumbabaram (od Tjapukai), Oombarbarum, Woombarbarram, Boobu-ram, Balbarum, Woombarrmbarra (od Wakara).
- Lokacija: Queensland, Australija
- Jezik/porijeklo: australski.
- Populacija:
- Kultura:
- Vanjske poveznice:

Barimaia, ostali nazivi: Parimaia, Bardimaia, Badimaia, Badimala, Padimaia, Badimara, Patimara, Wardal, Waadal (znači 'west' u jeziku Pini), Bidungu (ime od Wadjari znači 'users of rockhole water').
- Lokacija: Zapadna Australija, Australija
- Jezik/porijeklo: australski.
- Populacija:
- Kultura:
- Vanjske poveznice:

Barindji, ostali nazivi: Barrengee, Beriait, Berri-ait (ne i Barinji iz Camerona), Paru, Paroo.
- Lokacija: Novi Južni Wales, Australija
- Jezik/porijeklo: australski.
- Populacija:
- Kultura:
- Vanjske poveznice:

Barkindji, ostali nazivi: Barkinji, Barkinjee, Barkunjee, Bahkunji, Pakindji, Pa:kindzi, Bakandji, Bahkunjy, Barkinghi, Parkungi, Par-kengee, Parkingee, Bakanji, Bakandi, Bargunji, Bagundji, Bagandji, Bpaa'gkon-jee, Kurnu, Kkengee, Parkingee, Bakanji, Bakandi, Bargunji, Bagundji, Bagandji, Bpaa'gkon-jee, Kurnu, Kurnu, Kornoo (ime jeziku za nekoliko plemena s Darling Rivers; vidi i Kula), Kaiela (ime od Kureinji-znači "northerners"), Wimbaja.
- Lokacija: Novi Južni Wales, Australija
- Jezik/porijeklo: australski.
- Populacija:
- Kultura:
- Vanjske poveznice:

Barna, ostali nazivi: Parnabal.
- Lokacija: Queensland, Australija
- Jezik/porijeklo: australski.
- Populacija:
- Kultura:
- Vanjske poveznice:

Bartangi. Ostali nazivi: bartangidz (endonim)
- Lokacija:
- Jezik/porijeklo:
- Populacija (2007):
- Vanjske poveznice:

Barunggam, ostali nazivi: Barungam, Parrungoom, Murrumgama, Murrun-gama, Murrumningama, Kogai (ime i jeziku plemena sa zapada), Gogai, Cogai.
- Lokacija: Queensland, Australija
- Jezik/porijeklo: australski.
- Populacija:
- Kultura:
- Vanjske poveznice:

Barungguan, ostali nazivi: Baka (od Kandju), Banjigam (od Bakanambia), Jintjingga, Yintjingga, Njindingga, Ganganda.
- Lokacija: Queensland, Australija
- Jezik/porijeklo: australski.  Horde: Umbuigamu, Umbindhamu.
- Populacija:
- Kultura:
- Vanjske poveznice:

Baškirci. Ostali nazivi: Башкиры (ruski)
- Lokacija: Baškirija
- Jezik/porijeklo:
- Populacija (2007):
- Vanjske poveznice:

Batak. Ostali nazivi:
- Lokacija:
- Jezik/porijeklo:
- Populacija (2007):
- Vanjske poveznice:

Batak (pl. Bataci). Ostali nazivi:
- Lokacija:
- Jezik/porijeklo: Plemena: Angkola, Arára do Jiparaná, Mandailing, Pakpak, Simelungen, Toba
- Populacija (2007):
- Vanjske poveznice:

Batjala, ostali nazivi: Badjela, Badtala, Batyala (od Wakawaka), Badyala, Patyala, Bidhala (od Kabikabi), Butchulla.
- Lokacija: Queensland, Australija
- Jezik/porijeklo: australski.  Horde: Dulingbara. Ngulungbara (grupa hordi, možda posebno pleme)
- Populacija:
- Kultura:
- Vanjske poveznice:

Bengalci. Ostali nazivi:
- Lokacija: Indija i Bangladeš.
- Jezik/porijeklo: bengalski, indijski narodi
- Populacija (2007):
- Vanjske poveznice:

Beothuk. Ostali nazivi:
- Lokacija: Kanada
- Jezik/porijeklo: Beothuk
- Populacija: †
- Vanjske poveznice:

Berberi. Ostali nazivi:
- Lokacija: sjeverna Afrika.
- Jezik/porijeklo: berberski, hamitski narodi
- Populacija (2007):
- Vanjske poveznice:

Beriguruk, ostali nazivi: Perrigurruk, Eri, Erei.
- Lokacija: Sjeverni teritorij, Australija
- Jezik/porijeklo: australski.
- Populacija:
- Kultura:
- Vanjske poveznice:

Besermjeni. Ostali nazivi: Besermjani, Бесермяне (ruski)
- Lokacija:
- Jezik/porijeklo:
- Populacija (2007):
- Vanjske poveznice:

Bezlenejevci.
- Lokacija:
- Jezik/porijeklo: pripdaju Čerkezima
- Populacija:
- Kultura:
- Vanjske poveznice:

Bežtinci. Ostali nazivi: Бежтинцы (Rusi), Bezhtas (engleski)
- Lokacija:
- Jezik/porijeklo: avarsko-andodidojski narodi
- Populacija (2007):
- Vanjske poveznice:

Bicolano. Ostali nazivi:
- Lokacija:
- Jezik/porijeklo:
- Populacija (2007):
- Vanjske poveznice:

Bidawal, ostali nazivi: Birdhawal, Birtowall, Bidwell, Bidwill, Bidwelli, Biduelli, Beddiwell,  Kwai-dhang (ime za jezik od Krauatungalunga znači 'rough speech').
- Lokacija: Victoria, Australija
- Jezik/porijeklo: australski.
- Populacija:
- Kultura:
- Vanjske poveznice:

Bidia, ostali nazivi: Biria, Birria, Piria.
- Lokacija: Queensland, Australija
- Jezik/porijeklo: australski.
- Populacija:
- Kultura:
- Vanjske poveznice:

Bigambul, ostali nazivi: Bigabul (po jednom informantu), Pikambul, Bigambal, Bigambel, Bee-gum-bul, Bigumble, Pikumbul, Pikumpal, Pikambal, Pikum-bul, Pickum-bul, Pickimbul, Pickumble, Picum-bul, Pikumbil, Peekumble, Pickumbil, Picumbill, Preagalgh, Wigal-wollumbul, Wee-n' gul-la-m' bul.
- Lokacija: Queensland, Australija
- Jezik/porijeklo: australski.
- Populacija:
- Kultura:
- Vanjske poveznice:

Bikol Agtas. Ostali nazivi:
- Lokacija:
- Jezik/porijeklo:
- Populacija (2007):
- Vanjske poveznice:

Bilaan. Ostali nazivi:
- Lokacija:
- Jezik/porijeklo:
- Populacija (2007):
- Vanjske poveznice:

 Bileća, crnogorsko pleme iz Hercegovine
Bilingara, ostali nazivi: Bilinara, Bilinurra, Bilyanarra, Bilyanurra, Plinara, Pillenurra, Billianera, Bulinara, Bringara, Boonarra.
- Lokacija: Sjeverni teritorij, Australija
- Jezik/porijeklo: australski.
- Populacija:
- Kultura:
- Vanjske poveznice:

Binbinga, ostali nazivi: Binbingha, Binbinka, Pinbinga (Iliaura), Leepitbinga, Bing Binga.
- Lokacija: Sjeverni teritorij, Australija
- Jezik/porijeklo: australski.
- Populacija:
- Kultura:
- Vanjske poveznice:

Bindal, ostali nazivi:
- Lokacija: Queensland, Australija
- Jezik/porijeklo: australski.
- Populacija:
- Kultura:
- Vanjske poveznice:

Bingongina, ostali nazivi: Bin-gongina, Bugongidja
- Lokacija: Sjeverni teritorij, Australija
- Jezik/porijeklo: australski.
- Populacija:
- Kultura:
- Vanjske poveznice:

Binigura, ostali nazivi: Binnigoora, Biniguru, Binnigora, Pinikurra.
- Lokacija: Zapadna Australija, Australija
- Jezik/porijeklo: australski.
- Populacija:
- Kultura:
- Vanjske poveznice:

Biria, ostali nazivi: Birigaba, Biriaba, Breeaba, Perenbba, Perembba.
- Lokacija: Queensland, Australija
- Jezik/porijeklo: australski.
- Populacija:
- Kultura:
- Vanjske poveznice:

Birpai, ostali nazivi: Birripai, Birripi, Brippai, Bripi, Birrapee, Birippi,
- Lokacija: Novi Južni Wales, Australija
- Jezik/porijeklo: australski.
- Populacija:
- Kultura:
- Vanjske poveznice:

Bitjara, ostali nazivi: Bithara, Pitteroo, Minkabari (ime jezika), Wilya.
- Lokacija: Queensland, Australija
- Jezik/porijeklo: australski.
- Populacija:
- Kultura:
- Vanjske poveznice:

 Bjelice, crnogorsko pleme iz Katunske nahije
 Bjelopavlići, crnogorsko pleme, jedno od "sedmoro Brda". Pripadaju im Vražegrmci, Martinići, Pavkovići i Petrušinovići. 
Bjelorusi. Ostali nazivi: Белорусы (ruski)
- Lokacija: Bjelorusija
- Jezik/porijeklo: bjeloruski, slavenski narodi
- Populacija (2007):
- Vanjske poveznice:

Blackfoot. Ostali nazivi: Siksika, Crna stopa.
- Lokacija: Montana, Kanada.
- Jezik/porijeklo: blackfoot, porodica algonkin.
- Populacija:
- Kultura: prerijski lovci.
- Vanjske poveznice:

Bố Y. Ostali nazivi: Buyei
- Lokacija: Vijetnam
- Jezik/porijeklo:
- Populacija:
- Kultura:
- Vanjske poveznice:

Boholano. Ostali nazivi:
- Lokacija:
- Jezik/porijeklo:
- Populacija (2007):
- Vanjske poveznice:

 Boljevići, crnogorsko pleme iz crmničke nahije.
Bonan. Ostali nazivi: Paongan
- Lokacija: jugozapadni Gansu, Kina, u planinama Jishi (4 sela), nešo u provinciji Qinghai.
- Jezik/porijeklo: mongolski, altajska porodica, dijalekti jishishan i tongren. Ovim jezikom služi se kao prvim i oko 4,000 pripadnika narod Tu.
- Populacija (2007): 11,000
- Kultura: kulturno srodni Huejima (Hui).
- Vanjske poveznice: Bonan

Bontoc. Ostali nazivi:
- Lokacija:
- Jezik/porijeklo:
- Populacija (2007):
- Vanjske poveznice:

Boróro. Ostali nazivi:
- Lokacija: Mato Grosso, Brazil.
- Jezik/porijeklo: Boróro, Macro-Ge.
- Populacija (2007):
- Vanjske poveznice:

Boša, ostali nazivi Lom (vlastito ime)
- Lokacija: Armenija, u gardovima Erevan i Gyumri, i u Gruziji u gradovima Akhalkalak i Akhaltsikh.
- Jezik/Porijeklo: Potomci onih Roma koje su u 11. ili 13. stoljeću migrirali iz Indije u Europu. Izvorni jezik bio je indoarijski, lomavren. Armenizacija počela od 14 stoljeća pa naovamo
- Populacija: 50 govornika (2007), ostali armenizirani.
- Kultura: Tradicionalno endogamni, ne ulaze u brakove se ostalim nrodima. Kovači i košaraši.
- Vanjske poveznice: Info on Bosha -Armenian Roma  Arhivirana inačica izvorne stranice od 28. listopada 2007. (Wayback Machine)

Botlihci. Ostali nazivi: buihalji (endonim), Ботлихцы (ruski)
- Lokacija:
- Jezik/porijeklo: buihadalji mitshtshi,  avarsko-andodidojski narodi
- Populacija (2007):
- Vanjske poveznice:

Botocudo. Ostali nazivi: Aymoré
- Lokacija:  Brazil.
- Jezik/porijeklo: Botocudo, Macro-Ge.
- Populacija (2007):
- Vanjske poveznice:

Brabralung, ostali nazivi: Brabrolung (['tera] = man), Brabrolong, Brabirra-wulung, Brabriwoolong, Wakeruk (Fison i Howitt, 1880:34),  Muk-thang (ime jeziku),
- Lokacija: Victoria, Australija
- Jezik/porijeklo: australski. Horde: Bundhul Wark Kani.
- Populacija:
- Kultura:
- Vanjske poveznice:

Braiakaulung, ostali nazivi: Brayakaulung, Braiakolung, Breagalong, Brayakau, Brayakaboong (znači 'men of the west').
- Lokacija: Victoria, Australija
- Jezik/porijeklo: australski.
- Populacija:
- Kultura:
- Vanjske poveznice:

 Brajići, crnogorsko pleme iz Primorja
Bratauolung, ostali nazivi: Brataua, Bradowooloong, Brataualung, Tarrawarracka, Tarrawarrachal, Nulit.
- Lokacija: Victoria, Australija
- Jezik/porijeklo: australski.
- Populacija:
- Kultura:
- Vanjske poveznice:

 Bratonožići, crnogorsko pleme, jedno od "sedmoro Brda".
Brâu. Ostali nazivi:
- Lokacija: Vijetnam
- Jezik/porijeklo:
- Populacija:
- Kultura:
- Vanjske poveznice:

 Brčeli, crnogorsko pleme iz Crmničke nahije.
Bretonci
Bru-Vân Kiều. Ostali nazivi:
- Lokacija: Vijetnam
- Jezik/porijeklo:
- Populacija:
- Kultura:
- Vanjske poveznice:

Buduhi. Ostali nazivi: Budukh (vlastito ime; rus. Будухи), po njihovom najvećem naselju Budukh (Budad)
- Lokacija:
- Jezik/porijeklo: budad mez, lezginski narodi
- Populacija (2007):
- Vanjske poveznice:

Bugkalot. Ostali nazivi:
- Lokacija:
- Jezik/porijeklo:
- Populacija (2007):
- Kultura:
- Vanjske poveznice:

Bugari. Ostali nazivi:
- Lokacija: Bugarska (6,181,000), sveukupno u 34 države: Moldavija (357,000), Turska (324,000), Ukrajina (214,000), SAD (152,000), Srbija (55,000), Rusija (32,000), Španjolska (28,000), Rumunjska (12,000), Makedonija (10,000), Australija (9,500).
- Jezik/porijeklo: bugarski, slavenski jezik. Porijeklom od starih bugarsjih plemena Utiguri, Kutriguri i Onoguri. Muslimanska grupa Bugara poznata je kao Pomaci.
- Populacija (2007): 7,437,000
- Vanjske poveznice:

Bukidnon. Ostali nazivi:
- Lokacija:
- Jezik/porijeklo:
- Populacija (2007):
- Kultura:
- Vanjske poveznice:

Bugulmara, ostali nazivi: Boogoolmurra
- Lokacija: Queensland, Australija
- Jezik/porijeklo: australski.
- Populacija:
- Kultura:
- Vanjske poveznice:

Buluwai, ostali nazivi: Buluwandji, Bulwandji, Buluwan-dyi, Bulwandyi, Bulway.
- Lokacija: Queensland, Australija
- Jezik/porijeklo: australski.
- Populacija:
- Kultura:
- Vanjske poveznice:

Bunganditj, ostali nazivi: Pungandaitj, Buanditj, Bungandity, Bungandaitj, Bungandaetch, Bungandaetcha, Pungantitj, Pungandik, Buanditj, Boandik, Buandic, Booandik, Bangandidj, Buandik, Buandic, Boan-diks, Bunganditjngolo (ime jeziku), Borandikngolo (misprint), Barconedeet, Bak-on-date, Smoky River tribe,  Nguro (od istočnih plemena), Booandik-ngolo, Drualat-ngolonung.
- Lokacija: Južna Australija, Australija
- Jezik/porijeklo: australski.
- Populacija:
- Kultura:
- Vanjske poveznice:

Bunurong, ostali nazivi: Boonurrong, Boonoorong, Boonoor-ong, Boon-oor-rong, Boongerong, Bunwurung, Bunuron (čovjek = [kulin]), Putnaroo, Putmaroo, Thurung (ime od istočnih susjeda), Toturin (od Kurnai = 'black snake'), Mordialloc tribe.
- Lokacija: Victoria, Australija
- Jezik/porijeklo: australski.
- Populacija:
- Kultura:
- Vanjske poveznice:

Burjati. Ostali nazivi: Буряты (ruski)
- Lokacija: Rusija
- Jezik/porijeklo: burjatski,
- Populacija (2007):
- Kultura:
- Vanjske poveznice:

 Buronje, crnogorsko neformirano 'pleme' iz Lješanske nahije. vidi Gradac i Draževina.
Buruna, ostali nazivi: Puduna (varijanta), Budoona, Poordoona, Peedona.
- Lokacija: Zapadna Australija, Australija
- Jezik/porijeklo: australski.
- Populacija:
- Kultura:
- Vanjske poveznice:

 Buyei →Bố Y
Bžeduhi.
- Lokacija:
- Jezik/porijeklo: pripdaju Čerkezima
- Populacija:
- Kultura:
- Vanjske poveznice:

Babur   	Adamawa, Bomo, Taraba, Yobe, Nigerija 
Bachama   	Adamawa, Nigerija 
Bachere   	Cross River, Nigerija 
Bada   	Plateau, Nigerija 
Bade   	Yobe, Nigerija 
Bahumono   	Cross River, Nigerija 
Bakulung   	Taraba, Nigerija 
Bali   	Taraba, Nigerija 
Bambora (Bambarawa)   	Bauchi, Nigerija 
Bambuko   	Taraba, Nigerija 
Banda (Bandawa)   	Taraba, Nigerija 
Banka (Bankalawa)   	Bauchi, Nigerija 
Banso (Panso)   	Adamawa, Nigerija 
Bara (Barawa)   	Bauchi, Nigerija 
Barke   	Bauchi, Nigerija 
Baruba (Barba)   	Niger, Nigerija 
Bashiri (Bashirawa)   	Plateau, Nigerija 
Bassa   	Kaduna, Kogi, Niger, Plateau, Nigerija 
Batta   	Adamawa, Nigerija 
Baushi   	Niger, Nigerija 
Baya   	Adamawa, Nigerija 
Bekwarra   	Cross River, Nigerija 
Bele (Buli, Belewa)   	Bauchi, Nigerija 
Betso (Bete)   	Taraba, Nigerija 
Bette   	Cross River, Nigerija 
Bilei   	Adamawa, Nigerija 
Bille   	Adamawa, Nigerija 
Bina (Binawa)   	Kaduna, Nigerija 
Bini   	Edo, Nigerija 
Birom   	Plateau, Nigerija 
Bobua   	Taraba, Nigerija 
Boki (Nki)   	Cross River, Nigerija 
Bkkos   	Plateau, Nigerija 
Boko (Bussawa, Bargawa)   	Niger, Nigerija 
Bole (Bolewa)   	Bauchi, Yobe, Nigerija 
Botlere   	Adamawa, Nigerija 
Boma (Bomawa, Burmano)   	Bauchi, Nigerija 
Bomboro   	Bauchi, Nigerija 
Buduma   	Borno, Niger, Nigerija 
Buji   	Plateau, Nigerija 
Buli   	Bauchi, Nigerija 
Bunu   	Kogi, Nigerija 
Bura   	Adamawa, Nigerija 
Burak   	Bauchi, Nigerija 
Burma (Burmawa)   	Plateau, Nigerija 
Buru   	Yobe, Nigerija 
Buta (Butawa)   	Bauchi, Nigerija 
Bwall   	Plateau, Nigerija 
Bwatiye   	Adamawa, Nigerija 
Bwazza   	Adamawa, Nigerija